# アイルズベリー
エイルズベリー（Aylesbury [ˈeɪlzb(ə)ri]）は、バッキンガムシャーにあるカウンティ・タウン (County Town)。オックスフォードの東に位置し、ロンドンの北西に位置する。日本語表記としてはアリスバーリー、エイルズベリなども用いられるが、エイルズブリが原音に近い。アイルズベリー都市圏の一部。

## 姉妹都市
- ブール＝カン＝ブレス、フランス

## 出身人物
- エマーソン・ボイス - サッカー選手
- マイケル・アプテッド - 映画監督
- ラトランド・ボートン - 作曲家
- サマンサ・ルースウェイト - テロリスト「白い未亡人」
- トビー・スミス - ミュージシャン。 ジャミロクワイの元キーボーディスト